# Ampulex assimilis
Ampulex assimilis är en  stekelart som beskrevs av Kohl 1893. Ampulex assimilis ingår i släktet Ampulex och familjen Ampulicidae. Inga underarter finns listade i Catalogue of Life.